# Harriet Mayanja-Kizza
Harriet Mayanja-Kizza, MBChB, MMed, MSc, FACP, là một bác sĩ, nhà nghiên cứu và quản trị viên học thuật người Uganda. Bà là Hiệu trưởng Trường Y khoa Đại học Makerere, trường y học lâu đời nhất ở Đông Phi, được thành lập vào năm 1924.

## Bối cảnh và giáo dục
Bà sinh ra ở miền Trung Uganda vào những năm 1950. Bà có bằng Cử nhân Y khoa và Cử nhân Phẫu thuật, từ Đại học Makerere vào năm 1978. Bà cũng có bằng Thạc sĩ Y khoa về Nội khoa trong năm 1983, cũng từ Đại học Makerere. Bà nghiên cứu miễn dịch và bệnh lý tại Đại học Case Western Reserve ở Cleveland, Ohio, Hoa Kỳ, tốt nghiệp với bằng Thạc sĩ Khoa học trong những lĩnh vực này vào năm 1999. Bà là thành viên của Hội Đại học Bác sĩ Mỹ.

## Nghề nghiệp
Mayanja-Kizza đã từng là giảng viên tại Khoa Nội khoa tại Trường Đại học Y khoa Makerere. Bà cũng từng là Trưởng khoa Nội khoa, cả ở trường y khoa và Bệnh viện Giới thiệu Quốc gia Mulago, bệnh viện dạy học của trường đại học. Vào tháng 11 năm 2010, bà được bổ nhiệm làm Hiệu trưởng Trường Y khoa Makerere, tại Đại học Khoa học Y tế Makerere. Bà đã trình bày rộng rãi tại các hội nghị quốc gia, khu vực và quốc tế và đã xuất bản rộng rãi trong các tạp chí ngang hàng.
Lĩnh vực chuyên môn của bà là miễn dịch học, tập trung vào sự tương tác giữa HIV/AIDS và bệnh lao. Nghiên cứu của bà, nằm trong các lĩnh vực miễn dịch sinh học và điều trị miễn dịch ở những bệnh nhân nhiễm HIV và lao.